# Henry Cockburn
Henry Cockburn (Ashton-under-Lyne, 1921. szeptember 14. – Mossley, 2004. február 2.), angol válogatott labdarúgó.
Az angol válogatott tagjaként részt vett az 1950-es világbajnokságon.

## Sikerei, díjai
Manchester United
- Angol bajnok (1): 1951–52
- Angol kupa (1): 1947–48